# Тивонія
Тивонія (пол. Tywonia) — село у Закерзонні, розташоване у Ярославському повіті Підкарпатського воєводства, сільська ґміна Павлосюв. Населення — 598 осіб (2011).

## Історія
Після анексії поляками лівобережне Надсяння півтисячоліття піддавалось інтенсивній латинізації та полонізації.
За переписом 1881 року переписом населення у селі було 36 будинків і проживав 231 мешканець, з них 203 римо-католики, 20 греко-католиків, 8 євреїв. Греко-католики належали до парафії Ярослав Ярославського деканату Перемишльської єпархії.
У 1936 р. в селі було 25 греко-католиків. Село належало до ґміна Павлосюв Ярославського повіту Львівського воєводства.
У 1975—1998 роках село належало до Перемишльського воєводства.

## Демографія
Демографічна структура станом на 31 березня 2011 року:
|          | Загалом | Допрацездатний вік | Працездатний вік | Постпрацездатний вік |
| -------- | ------- | ------------------ | ---------------- | -------------------- |
| Чоловіки | 302     | 70                 | 199              | 33                   |
| Жінки    | 296     | 64                 | 172              | 60                   |
| Разом    | 598     | 134                | 371              | 93                   |